# San José Aparicio
San José Aparicio är en ort i Mexiko.   Den ligger i kommunen Puebla och delstaten Puebla, i den sydöstra delen av landet, 110 km öster om huvudstaden Mexico City. San José Aparicio ligger 2 305 meter över havet och antalet invånare är 147.
Terrängen runt San José Aparicio är platt åt sydväst, men åt nordost är den kuperad. Runt San José Aparicio är det mycket tätbefolkat, med 2 614 invånare per kvadratkilometer. Närmaste större samhälle är Puebla de Zaragoza, 9,4 km sydväst om San José Aparicio. Trakten runt San José Aparicio består till största delen av jordbruksmark.